# Archibald Campbell, 9:e earl av Argyll
Archibald Campbell, 9:e earl av Argyll, född omkring 1629, död 1685, var en skotsk ädling, son till Archibald Campbell, 8:e earl av Argyll.
Campbell tillhörde under åren närmast efter Karl I:s avrättning de ivrigaste rojalisterna, underkastade sig 1655 Cromwell, men var alltjämt misstänkt för rojalistiska planer och hölls ett par år fängslad.
Efter restaurationen mottogs han väl av Karl II och lyckades, om än med svårighet, återfå faderns earltitel och familjegodsen. Hans strängt protestantiska sinnelag gjorde honom särskilt misshaglig för kungens broder Jakob, och då denne 1680 som "high commissioner" besökte Skottland, blev Campbell på grund av några djärva yttranden ställd inför rätta och efter en skenrättegång dömd till döden som förrädare (december 1681). Han lyckades förklädd fly ur fängelset och undkom till Holland, där han efter Karl II:s död stämplade med hertigen av Monmouth. 
I maj 1685 landsteg Campbell med en liten skara soldater på Orkneyöarna och sökte förgäves förmå sin klan att resa sig mot Jakob II. Han besegrades emellertid i några skärmytslingar av kungens trupper, tillfångatogs och halshöggs utan rannsakning 30 juni samma år i Edinburgh.